# Huntly (Écosse)
Pour les articles homonymes, voir Strathbogie.
Huntly (en écossais : Hunndaidh) est une ville dans l'Aberdeenshire, en Écosse, auparavant connue sous le nom de Milton of Strathbogie. Elle compte environ 4 000 habitants.

## Monuments et activités

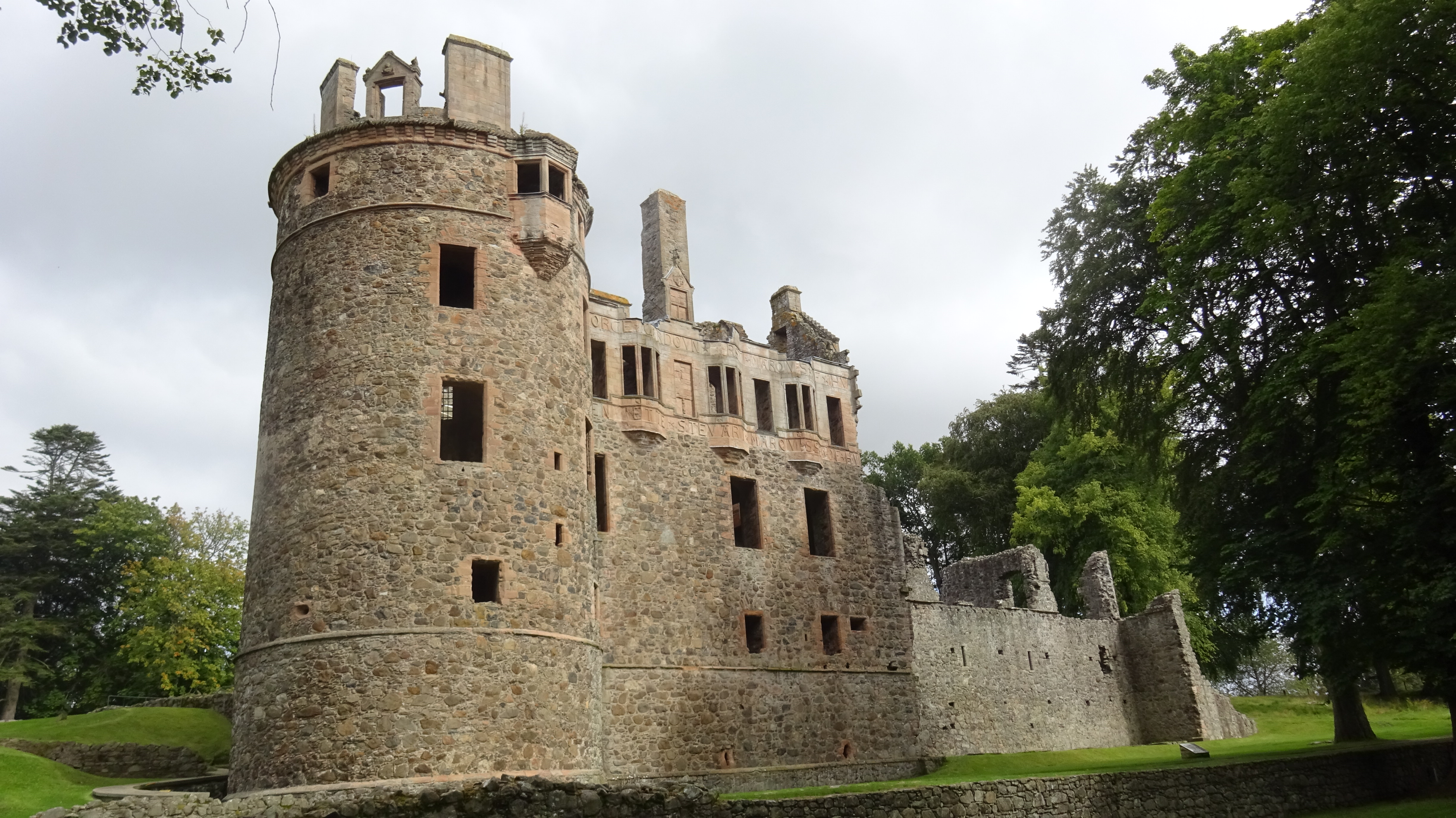
Château de Huntly

Le principal monument de la ville est le château de Huntly à l'histoire très riche, mais aujourd’hui tombé en ruine. On y trouve également les boulangeries Bakers, qui produisent des sablés exportés dans le monde entier. En novembre 2007, un nouveau centre pour les visiteurs a été ouvert, prenant en compte les villages voisins de Keith et Rothiemay.
Il est dit[Par qui ?] que l'on pêche d'excellentes truites et de savoureux saumons dans les rivières Deveron et Bogie, administrées par le River Deveron Salmon Fisheries Board (comité de pêche au saumon de la rivière Deveron). Les activités de plein air sont principalement le ski nordique dans la Clashindarroch Forest, probablement la plus grande forêt de l'Aberdeenshire, la marche, le vélo et le rugby. La plus longue piste équestre d'Écosse, Highland Horseback, commence non loin et s'étend sur la côte ouest.

## Éducation et sports
L'équipe de football locale est le Huntly F.C.. La ville bénéficie d'une école primaire (Gordon Primary) et d'un établissement secondaire (The Gordon Schools).

## La ville dans les récits de George MacDonald
Huntly est la ville natale de l'écrivain George MacDonald. Certains de ses romans, comme Robert Falconer et Alec Forbes se passent partiellement à Huntly, même si le nom de la ville est modifié ; ils présentent donc une introduction d'assez bonne qualité pour se rendre compte de la vie dans cette ville au XIXe siècle.